# 组合型基金
组合型基金（英語：fund of funds，简称），又称为基金中基金、母基金，是一种特殊的基金，这种基金以其他基金为投资标的，而非直接投资于股票、债券等有价证券。其中有些只投资于同一公司的其他基金，投资者仅需缴纳一层费用。而另一些则会投资于外部基金，此时投资者需缴纳两层费用。
根据所投资基金的不同可以分成各种类型，包括共同基金、对冲基金、私募基金。
组合型基金中还包括私募股權組合基金（private equity fund of funds，簡稱PEFOF），它是通过对私募股权基金（Private Equity,PE）进行投资，从而对私募股权基金投资的项目公司间接进行投资的基金，即所谓「私募基金的基金」。